# LIVE FILM -My Favorite Things-
『LIVE FILM -My Favorite Things-』（ライブ フィルム マイ フェイバリット シングス）は、日本のロックバンド・go!go!vanillasが2023年3月22日にGetting Betterより発売した2作目の映像作品。

## 概要

### ライブ公演
2022年9月24日に大阪城ホール、9月30日に日本武道館で開催された全2公演のアリーナツアー。大阪城ホール公演は初、日本武道館公演は2020年以来2回目となる。
ツアータイトルである「My Favorite Things」は「私のお気に入り」という意味。ツアータイトル通り、「go!go!vanillasのお気に入りのゲストミュージシャン」とライブを開催した。
go!go!vanillasのメンバー4人に加え、サポートメンバー3人を加えた7人体制（バニラズ7）で開催された。フィドルの手島は2023年以降は海外に活動の拠点を移したため、このメンバーでのライブ公演は2024年現在このツアーのみである。
花や家具で飾り付けられた、部屋の中を思わせるようなステージセットでライブが行われた。家具は、メンバーが実際にアンティークショップに見に行って自分たちで選んだもので、配置も自分たちで決定したとのこと。これは、牧がコロナ禍でステイホームが求められるなかでこれまで以上に家が好きになったことに由来しており、家の中で感じる安心感をライブでも感じてほしいとの思いが込められている。
ツアーロゴのデザインは、イラストレーターのYUGO.とkurryの共作。
2022年5月5日に開催された「青いの。ツアー 2022」大分公演にて開催が発表された。同時に、ツアービジュアルとして新たなアーティスト写真も公開された。
日本武道館公演はチケットが完売し、満員の状態で開催された。新型コロナウイルス感染拡大の影響で通常の半分のキャパシティで開催した2020年の日本武道館公演のリベンジを果たした形となる。また、牧がステージ上で次の目標として日本武道館2デイズ公演の開催を宣言した。その宣言は2025年3月に開催される「Lab. TOUR 2024-2025」にて実現する予定。

#### 日程・会場
| 日程   | 日程    | 会場              | 開場  | 開演  | 備考                                                      |
| ------ | ------- | ----------------- | ----- | ----- | --------------------------------------------------------- |
| 2022年 | 9月24日 | 大阪 大阪城ホール | 17:00 | 18:00 |                                                           |
| 2022年 | 9月30日 | 東京 日本武道館   | 17:30 | 18:30 | アンコールでは、林萌々子（Hump Back）がゲストで登場した。 |

### ライブ映像作品
2022年9月に開催された東西アリーナツアーの模様を収録した映像作品。
2023年1月24日にリリースが発表された。
3月21日に全国の映画館でライブビューイング『go!go!vanillas「LIVE FILM -My Favorite Things-」SPECIAL CINEMA VIEWING』が開催された。

## 評価
音楽ライターの金光祐史は、本ツアーに関して「ポップでありつつも、ロックバンドの佇まいを崩さず成り立たせるセットや照明による演出、そして近年の楽曲を中心に構成されたセットリストからは、自分達の今を見てもらいたいという思いと同時に、その姿で武道館という大きな会場を引っ張っていく自信も垣間見える。」と述べている。

## 収録内容

### My Favorite Things Live at 日本武道館2022.9.30
1. RUN RUN RUN
  - 今ツアーのために書き下ろされたオープニングSE「Home Sweet Home」[20]でメンバー全員がステージ上に登場してから演奏。
  - 普段のライブではオープニングSEとして音源を使用しているが、今回は登場後に生演奏でこの曲を披露した[4]。
2. Hey My Bro.
3. カウンターアクション
4. クライベイビー
5. お子さまプレート
6. サイシンサイコウ
  - ステージセットに配置されているメンバーの好きなものを紹介しながら演奏された[3]。牧は友達の花屋で作ってもらった花束、プリティは漫画本、柳沢はゲーム（セイヤの私物のスーパーファミコンと“サイシンサイコウ”と書かれたラベルが貼られたゲームソフト）、セイヤは、五島列島の友人からセイヤ宅に突然送られてきて以来、寝食を共にしているSILVIAという宇宙人の人形をお気に入りの品として紹介した[4]。
7. 青いの。
8. ペンペン
9. ラッキースター
  - 観客によるステージの撮影が可能だった[3]。
10. My Favorite Things
  - 今ツアーのタイトル曲。楽曲はツアータイトルが「My Favorite Things」に決まる前から存在していたが、歌詞がツアータイトルにリンクするという理由から曲名をツアータイトルと同名にすることを牧が柳沢に提案し、採用された[21]。
  - 今ツアーで初披露。
11. 雑食
12. Do You Wanna
  - 牧と井上惇志（ピアノ）のセッションに続く形で披露された。セッションでは「ロールプレイ」「バイリンガール」「アダムとイヴ」が1フレーズずつ披露された。
13. 倫敦
14. one shot kill
15. エマ
16. 平成ペイン
17. アメイジングレース
18. マジック
19. HIGHER
  - ここからアンコール。
  - 今ツアーで初披露。
20. Two of Us feat. 林萌々子
  - 今ツアーで初披露。
  - 林萌々子（Hump Back）がステージに登場し、牧と2人で歌唱した。
  - 日替わり曲。大阪公演では「おはようカルチャー」が披露された。
21. LIFE IS BEAUTIFUL
  - この曲の後、エンドロールに未発表曲が流れる。

### My Favorite Things Live at 大阪城ホール 2022.9.24
大阪城ホール公演から、厳選された6曲が収録されている。
1. カウンターアクション
2. クライベイビー
3. サイシンサイコウ
4. Do You Wanna
5. one shot kill
6. おはようカルチャー
  - 日替わり楽曲で、大阪公演でのみ披露された。

### DOCUMENTARY FILM -My Favorite Things-
ライブ当日やそこに至るまでのリハーサル映像などを収録している。

### MFT STAGE CLIPS
ステージ上のモニターに映し出されたオープニング映像や演出映像集。
1. OPENING - Home Sweet Home
  - 今ツアーのために書き下ろされたオープニングSE。録音からミックスまで牧が行った[20]。未音源化。
  - 今ツアーのために製作されたオープニング映像。クレイアニメで構成されており、メンバーをモチーフにした人形が各々の好きなものをもって家に入っていくというストーリー。
2. 青いの。
3. 雑食
4. Do You Wanna
5. 倫敦

## 参加ミュージシャン
go!go!vanillas
- 牧達弥（ボーカル・ギター）
- 柳沢進太郎（ギター・ボーカル）
- 長谷川プリティ敬祐（ベース）
- ジェットセイヤ（ドラムス）

Additional Musicians
- 井上惇志(showmore)（ピアノ・キーボード）
- 手島宏夢（フィドル・マンドリン）
- ファンファン（トランペット）
- 林萌々子（Hump Back）（ボーカル）

## ライブ音源
今作のリリース日である3月22日に、今作に収録されている「青いの。」と「HIGHER」のライブ音源がストリーミング配信された。
| #  | タイトル                                    | 作詞 | 作曲・編曲 | 時間  |
| -- | ------------------------------------------- | ---- | ---------- | ----- |
| 1. | 「青いの。 (Live at 日本武道館 2022.9.30)」 |      |            | 04:44 |

| #  | タイトル                                  | 作詞 | 作曲・編曲 | 時間  |
| -- | ----------------------------------------- | ---- | ---------- | ----- |
| 1. | 「HIGHER (Live at 日本武道館 2022.9.30)」 |      |            | 04:23 |

## My Favorite BOX（完全限定生産盤）
オフィシャルファンクラブとVictor Online Storeのみで販売された完全限定生産盤。

### 追加コンテンツ
- ライブ音源CD

日本武道館公演のライブ音源が収録されたCDが付属した。
- PHOTO BOOK

公演当日のリハーサルから本番まで、記念すべき初の大阪城ホール、2度目となる日本武道館公演の一日を追った密着写真をデザインした豪華100ページのPHOTO BOOK。
- オリジナルグッズ

「青いの。」披露時にバックスクリーンに写ったものを再現したノートと、ジャケットとライブ写真をあしらった下敷きが付属した。